# Edith Kellman
Edith Kellman, född 4 april 1911 i Walworth, Wisconsin, död 11 maj 2007 i Walworth, Wisconsin, var en amerikansk astronom, känd för sitt arbete att ta fram Yerkes system för att klassificera stjärnor, det så kallade MKK systemet.

## Tidigt liv och utbildning
Edith Kellman var dotter till Ludvig och Ellen Levander Kellman. Kellman utbildade sig på Wheaton College i Wheaton, Illinois.

## Karriär
Kellman arbetade på Yerkesobservatoriet som fotoassistent och utvecklade tillsammans med William Morgan och Philip Keenan Yerkes stjärnklassificeringssystem, ett betydelsefullt system för att klassificera stjärnor. Efter sitt arbete på observatoriet undervisade hon i matematik på Williams Bay High School. Yerkes stjärnklassificeringssystem publicerades 1943 i "An Atlas of Stellar Spectra, with an Outline of Spectral Classifications” och användes av Morgan, Keenan och Kellman för att kartlägga Vintergatans spiralstruktur med hjälp av O och B stjärnor. Systemet kallas ibland också MKK systemet, efter författarnas efternamn.  En variant av detta system används än i dag för att klassificera stjärnor.